# Pheidole antipodum
Pheidole antipodum (лат.) — вид муравьёв рода Pheidole из подсемейства Myrmicinae (Formicidae). Эндемик Австралии с полиморфной кастой рабочих (от самых мелких до крупноголовых солдат).

## Распространение
Австралия (NSW, NT, SA, Vic).

## Описание
Мелкие полиморфные муравьи (рабочие 2—5 мм) желтовато-коричневого цвета (характерные для рода большеголовые солдаты до 9 мм; самки крупнее, около 12 мм). Проподеум с шипиками. Усики рабочих 12-члениковые с 3-члениковой булавой. Нижнечелюстные щупики 2-члениковые, нижнегубные щупики состоят из 2 сегментов. Скапус усиков солдат очень короткий, в несколько раз короче головы. Глаза у мелких рабочих состоят из 3—4 омматидиев, а у солдат до 29. Стебелёк между грудкой и брюшком состоит из двух члеников: петиолюса и постпетиолюса (последний четко отделен от брюшка). Жало развито.
Гнёзда земляные, на песчаной почве, под камнями, часто в ассоциации с термитами, предположительно термитофаги.

## Систематика
Pheidole antipodum был описан в 1858 году английским энтомологом Ф. Смитом под первоначальным названием Atta antipodum Smith, F. 1858. В 1886 году (Mayr, 1886) впервые был включён в состав рода Pheidole, в 1916 году (Wheeler W.M., 1916) включён в род Aphaenogaster, в 1922 году (Emery, 1922) снова включён в состав рода Pheidole. С 1966 года (Ettershank, 1966) выделялся в монотипический род Anisopheidole (Solenopsidini, Pheidologeton genus group или Carebara genus group), который был выделен в 1914 году в качестве подрода в состав рода Pheidole на основании типового вида Pheidole froggatti. В 2015 году Anisopheidole был синонимизирован с родом Pheidole и вид в третий раз попал в этот таксон.

Солдат сверху
Голова солдата
Рабочий сбоку
Рабочий сверху
Голова рабочего